# کریستیان فریدریش ویت
کریستیان فریدریش ویت (به آلمانی: Christian Friedrich Witt)‏ (۱ ژانویهٔ ۱۶۶۰ – ۱۳ آوریل ۱۷۱۶) آهنگساز، ویراستار موسیقی، و مربی موسیقی اهل آلمان بود.